# Peter Numagen

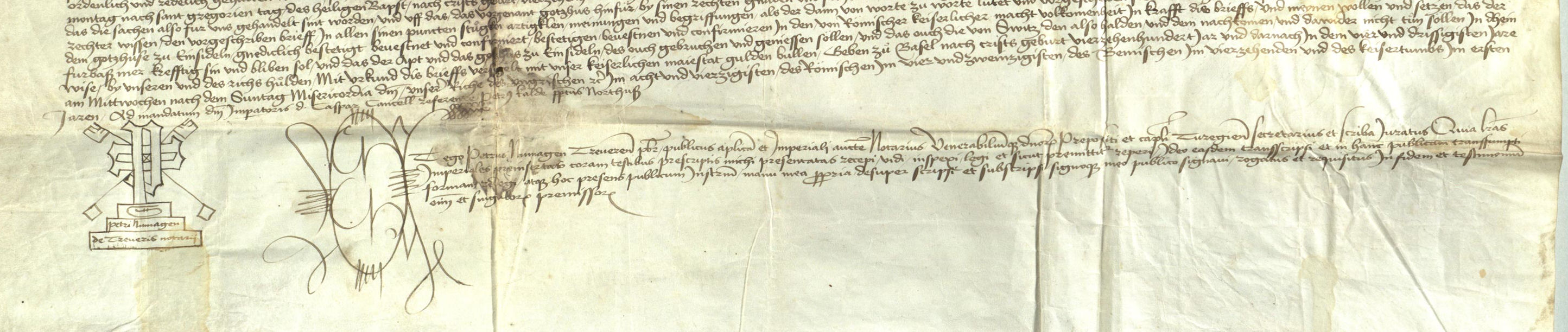
Notariatssignet und Vermerk des Petrus Numagen in einer Einsiedler Urkunde von 1495

Peter Numagen (* um 1450 möglicherweise in Trier; † 6. November 1515 in Zürich) war ein Schweizer Kleriker, Gelehrter und Notar. Er stammte möglicherweise aus der Moselgemeinde Neumagen und wurde 1476/1477 an der Universität Basel ausgebildet. Dort war er anschließend öffentlicher Schreiber und 1481 Kleriker des Erzbistums Trier sowie ab 1482 Sekretär des Erzbischofs und Konzilsagitators Andreas Jamometić. Von 1488 bis 1515 war Numagen Kaplan der St.-Leonhards-Kapelle in Zürich und Chorherr und Kapitelnotar des Zürcher Grossmünsters. Er sammelte Schriften kirchenrechtlichen, geistlichen und naturkundlichen Inhalts.
Als Humanist erwarb er im Laufe der Zeit eine grosse Büchersammlung, auch auf Reisen in Italien. Bis heute überliefert sind aus seiner gepflegten Bibliothek mehr als 80 Inkunabeln und Frühdrucke: Werke von antiken Autoren (Cicero, Tacitus, Aristoteles, Boethius, Juvenal) und von Humanisten (Francesco Petrarca, Marsilio Ficino, Plinius der Jüngere u. a.). Er besaß wichtige Werke zum römischen Recht und zum hochmittelalterlichen Kirchenrecht (Gratian (Kirchenrechtler), Gregor der Große, Bonifatius VIII, Justinian I), aber auch zu den Naturwissenschaften (die Theorica planetarum von Georg von Peuerbach, den Hortus sanitatis, sowie die prachtvolle Ausgabe der Cosmographie des Claudius Ptolemäus, gedruckt in Ulm 1486 (mit kolorierten Karten). Viele seiner Bücher sind von ihm handschriftlich annotiert und die meisten stehen noch in den damaligen gotischen Blindstempeleinbänden aus Zürich, aber auch aus Basel, Nürnberg etc.
Mit seiner Bibliothek überliefert sind auch eigenhändige Aufzeichnungen zum erfolglosen Basler Konzilsversuch des Andreas Jamometić von 1482 (Zentralbibliothek Zürich, Ms. S 204 o, datiert 1484). Unter anderem schrieb er eine kritische Stellungnahme gegen Niklaus von Flüe. Er war auch eifriger Abschreiber von Buchtexten, so der antiken Germania des Tacitus und des Fabularius des Konrad von Mure. Numagen verfasste einige lateinische Werke, überliefert fast nur in den Handschriften seiner Bibliothek (heute in der Zentralbibliothek Zürich).
Auf sein Ableben hin verkaufte Numagen seine Bibliothek an das Chorherrenstift Grossmünster in Zürich, und noch 1551 bestand eine Schuld des Stifts gegen seine uneheliche Tochter Regula.